# Список эпизодов телесериала «Фил из Будущего»
Премьера сериала "Фил из будущего" (Канал Disney) состоялась 18 июня 2004 года, а финал - 19 августа 2006 года. Всего было снято 43 эпизода в 2 сезонах. Эпизоды транслировались без хронологического порядка, ниже даны результаты по порядку в производстве.

## Сезоны сериала"Фил из будущего"
| Сезон | Сезон | Эпизоды | Первоначальний эфир*                     |
| ----- | ----- | ------- | ---------------------------------------- |
|       | 1     | 21      | 18 июня 2004 года - 8 апреля 2005 года   |
|       | 2     | 22      | 25 июня 2005 года - 19 августа 2006 года |

*В таблице первоначальный эфир эпизодов первого сезона - перед премьерой второго сезона.

## Сезон 1: 2005–2006
| № в сериале | № в сезоне | Оригинальное название     | Первоначальний эфир | Порядок в производстве |
| --- | ---------- | ------------------------- | ------------------- | ---------------------- |
| 1 | 1          | «Future Tutor»            | 13 августа 2005     | S01E01                 |
| Фил и его семья попадают в 21 век. Не зная, когда они вернутся домой, Фил и Пим идут в школу. Пим становится контроллером мела в классе, а Фил помогает Кили по алгебре и приучает её разговаривать с людьми не из её круга общения. |            |                           |                     |                        |
| 2 | 2          | «Future Jock»             | 13 августа 2005     | S01E02                 |
| Фил пользуется гаджетами из будущего, чтобы попасть в команду гимнастов и выступает на соревнованиях, чтобы впечатлить Кили, а Пим пытается создать для Фила проблемы. |            |                           |                     |                        |
| 3 | 3          | «Corner Pocket»           | 8 апреля 2006       | S01E03                 |
| Кили врет, когда говорит маме что она попала в группу поддержки. Фил, Кили и Тиа выступают на соревнованиях по бильярду, но позже Кили говорит матери правду. Пим узнает единственную неприязнь Дебби - изюм - и использует это против неё. |            |                           |                     |                        |
| 4 | 4          | «You Say Toe-Mato»        | 13 августа 2005     | S01E04                 |
| Класс Фила отправляется на ферму по производству томатов, но одно из развлечений там - отжим сока томатов туристами босиком в чане. Фил не может отправиться на экскурсию, ведь люди будущего имеют только по четыре пальца на ногах. Его отец делает протезный мизинец, но Фил теряет его среди томатов, а Кили находит его. Позже Филу приходится рассказать Кили о том, что он из будущего.                                                                       |            |                           |                     |                        |
| 5 | 5          | «Meet the Curtis»         | 18 июня 2005        | S01E05                 |
| Диффи узнают, что во время их путешествия в машину времени пробрался невоспитанный пещерный человек, и Ллойд пытается избавиться от него, но Фил хочет оставить "Кертиса". Пим отправляется к Дебби на вечеринку с ночевкой, но вскоре жалеет о том, что пришла туда и всеми силами пытается убежать. |            |                           |                     |                        |
| 6 | 6          | «Pheremonally Yours»      | 6 августа 2005      | S01E06                 |
| Фил пытается отвлечь от себя Марлу, которая ему не нравится. Пим присоединяется к школьному оркестру, но Дебби хочет, чтобы Брэдли выгнал Пим. За это Пим пытается испортить соло Дебби. |            |                           |                     |                        |
| 7 | 7          | «Milkin' It»              | 25 марта 2006       | S01E07                 |
| Ллойд считает, что уникальный проект Фила победит на выставке и секрет Диффи раскроется. Чтобы избежать этого, Фил и Кили переодеваются в охранников. Ничего бы не получилось, если бы отец Фила не помог ему. Тем временем Пим рассказывает на уроке, историю, которую она увидела с помощью окуляров, но при этом выдает идею за свою. |            |                           |                     |                        |
| 8 | 8          | «We'll Fix it In Editing» | 1 октября 2005      | S01E08                 |
| Школьный видео проект помог Филу проверить свои чувства к друзьям, а Пим становится известным спортсменом. Чтобы победить в соревнованиях, она подговаривает Дебби поцеловать соперника, который боится девочек, чтобы сломить его. |            |                           |                     |                        |
| 9 | 9          | «Double Trouble»          | 1 января 2006       | S01E09                 |
| У Пим проблемы с одной хулиганкой, а брат последней хочет избить Фила, но Фил узнает, что хулигану нравятся кролики, и дарит ему одного, чтобы разрешить ситуацию. Ллойд узнает, что Кертис украл садовые скульптуры у мамы Килли и пытается их вернуть. |            |                           |                     |                        |
| 10 | 10         | «Unification Day»         | 18 июня 2006        | S01E10                 |
| Диффи отмечают День Объединения, время в будущем когда наступит мир во всем мире, но Фил хочет пойти с друзьями на вечеринку одиннадцатиклассников. Пим пытается приготовить рулет к празднику, после того как выяснилось, что она использовала еду из ресторана для школьных заданий. |            |                           |                     |                        |
| 11 | 11         | «Your Cheatin' Heart»     | 18 июня 2006        | S01E11                 |
| Понравившись Кили, Таннер продолжает встречаться с Дарси. Превратившись в Таннера, Фил поцеловался с Дарси. Кили не верит словам Фила о Таннере, но видит, как тот снова целуется с Дарси, и извиняется перед Филом за неверие. Тем временем, Пим старается разлучить Брэдли и Дебби, но результат получается неожиданный: Брэдли влюбляется в Пим. |            |                           |                     |                        |
| 12 | 12         | «Age Before Beauty»       | 12 ноября 2006      | S01E12                 |
| С помощью Нью-Эйджера Кили становится на 25 лет старше, а Хэкетт приглашает её на свидание. Позже Фил и Кил узнают, что у Хэкетта проблемы с возлюбленной, и пытаются ему помочь. Пим и Брэдли берут взятку у шеф-повара за хорошую рецензию на школьном телевидении, но ведущая Лана их перехитрила и сняла на скрытую камеру их "преступление". |            |                           |                     |                        |
| 13 | 13         | «Phillin' In»             | 18 июня 2006        | S01E13                 |
| Чтобы получить специальную карту "After Burner" для Скайака, Фил решил присмотреть за Пим, пока родители уехали на уикенд. Пим пытается испортить уикенд. У Ллойда и Барб дорога не обошлась без "странных происшествий". |            |                           |                     |                        |
| 14 | 14         | «Daddy Dearest»           | 23 июля 2006        | S01E14                 |
| Ллойд хочет дать концерт американской народной музыки в школе Пим и Фила, но его дети не хотят этого выступления. Кертис посещает стоматолога с "кариесом пещерного человека". |            |                           |                     |                        |
| 15 | 15         | «My Way»                  | 9 июля 2006         | S01E15                 |
| Фил пытается помочь Кили побороть боязнь сцены. Пим и Бредли должны исполнить роль молодых родителей. Но они не перестают конфликтовать. |            |                           |                     |                        |
| 16 | 16         | «Team Diffy»              | 8 октября 2006      | S01E16                 |
| Фил поставил под угрозу возвращение своей семьй в будущее, когда "разбушевался" на приеме у мэра Пикфорда. |            |                           |                     |                        |
| 17 | 17         | «Doggie Daycare»          | 27 августа 2006     | S01E17                 |
| Фил и Кили хотят накопить денег, чтобы попасть на Фестаппалузу, и идут работать - ухаживать за собачками. Пим делает вид что сломала ногу, Дебби заботится о ней. Но, вскоре Пим не выдерживает и во всем признается "подруге". |            |                           |                     |                        |
| 18 | 18         | «Tanner»                  | 25 июня 2006        | S01E18                 |
| Фил не умеет писать, потому что в будущем все будут только печатать. Из-за этого его отправляют учиться правописанию во второй класс. Таннер узнает об этом и рассказывает в новостях. Фил не остается без ответа - узнав от младшего брата Таннера, он ведает в прямом эфире историю о том, как Таннер недавно расплакался в зоопарке, когда козел коснулся его, и его мама купила мороженое, чтобы Таннер не плакал. Пим отрицает тот факт, что она имеет совесть. |            |                           |                     |                        |
| 19 | 19         | «Halloween»               | 8 октября 2006      | S01E19                 |
| Дебби - ужасный робот, терроризирующий Пикфорд. Она заставила своих рабов печь кексы, но Фил заставил их съедать эти кексы, что вызвало перегрев Дебби и превращение её в черную слизь. |            |                           |                     |                        |
| 20 | 20         | «Raging Bull»             | 2 июля 2006         | S01E20                 |
| Фил спасает одноклассника с помощью Визарда, а Пим заставляет Кертиса притворяться её отцом во время разговора с учителем. |            |                           |                     |                        |
| 21 | 21         | «Neander-Phil»            | 10 декабря 2006     | S01E21                 |
| Из-за дефекта гаджета Кертис и Фил меняются телами. Фил пытается впечатлить Элис.Пим стала ходить на йогу к своей "не самой лучшей подруге" Дебби. |            |                           |                     |                        |

## Сезон 2: 2006–2007
| № в сериале | № в сезоне | Оригинальное название                | Первоначальний эфир | Порядок в производстве |
| --- | ---------- | ------------------------------------ | ------------------- | ---------------------- |
| 23 | 1          | «Virtu-Date»                         | 26 июня 2006        | S02E01                 |
| Фил и Кили отправились в виртуальное путешествие в Молл будущего, где робот флиртовал с Кили. Пим пытается найти друзей, ведь глянцевые зомби пригласили на вечеринку всех, кроме неё. |            |                                      |                     |                        |
| 22 | 2          | «Versa Day»                          | 25 июня 2006        | S02E02                 |
| Ллойд поменял Фила и Пим телами и попытался устроить Кертиса на работу. Фил попытался улучшить учебные результаты своей сестры, поразив учителя биологии Энгста, после чего тот избрал Пим капитаном научного кружка, а Пим пытается опозорить Фила перед всей школой. Но вскоре Фил узнает, что "глянцевые зомби" задумали пакость против его сестры. |            |                                      |                     |                        |
| 25 | 3          | «Dinner Time»                        | 24 июля 2006        | S02E03                 |
| Хэкетт стал соседом Диффи. Чтобы показать ему, что Диффи - "нормальная американская семья", они решили пригласить Хэкетта на ужин. Но у Диффи сломалась главная деталь машины времени, после чего Ллойда и Барбару засосало во временную дыру. Фил и Килли притворяются родителями Фила, чтобы замдиректора ничего не заподозрил. |            |                                      |                     |                        |
| 24 | 4          | «The Giggle»                         | 9 июля 2006         | S02E04                 |
| Чтобы будущее Кили было замечательным, ей и Филу пришлось сдать очень сложный тест учителю Мессершмиту. Пим пошла с Кертисом на фильм R-Rated (для взрослых/с 17 лет), но испугалась, убежала и призналась в этом родителям. |            |                                      |                     |                        |
| 30 | 5          | «Mummy's Boy»                        | 9 сентября 2006     | S02E05                 |
| Фил нашел в музее деталь из машины времени, а Кили и Оуэн сняли эксклюзивный материал о закрытой части музея. Тем временем Пим пытается вывести из себя нового учителя, но все что она делает оборачивается против неё. |            |                                      |                     |                        |
| 26 | 6          | «Tia, Via, or Me... Uhh»             | 5 августа 2006      | S02E06                 |
| Фил познакомил Кили с Вией, но Кили стала проводить с новой подругой больше времени, чем с Филом. Пим пытается подобрать новый интерьер для своей комнаты. Но, то что она выбирает не нравится Барбаре, а то что выбирает Барбара не нравится Пим. |            |                                      |                     |                        |
| 27 | 7          | «Get Ready to Go-Go»                 | 5 августа 2006      | S02E07                 |
| В школе - день танцев, и Фил и Кили решили пойти вместе... но Ллойд сказал, что Диффи улетят в будущее в день танцев. После чего Килли приглашает на танцы Оуэна, а Фил соглашается пойти с Вией. И Фил и Килли очень расстроены тем, что не смогли пойти вместе. Оуэн и Вия понимают это, и специально оставляют их наедине. Пим говорит "глянцевым зомби", что придет на танцы со своим парнем Джейком. |            |                                      |                     |                        |
| 28 | 8          | «Phil Without a Future»              | 21 августа 2006     | S02E08                 |
| В средней школе им. Г. Уэллса - неделя выбора карьеры, но Фил не знает, что ему выбрать. Пим решила стать охранником правопорядка ("The Man"). Фил так и не смог выбрать профессию и мистер Мессершмит предложил ему пройти тест по профориентации. Но Фил понимает, что тест ничего не решит, и срывает написание теста всем ученикам, после чего его наказывает офицер Пим, под руководством Мессершмита. |            |                                      |                     |                        |
| 39 | 9          | «Happy Nird-day»                     | 31 марта 2007       | S02E09                 |
| В прошлом году Фил забыл поздравить Кили с днем рождения. В этом году он хочет подарить ей лучший подарок века, полет на скайаке, но Ллойд забрал батарейки из всех гаджетов будущего для машины времени. Теперь Филу предстоит придумать для неё удивительный подарок без гаджетов будущего. Пим встретила своего "коллегу" по шалостям Саймона Бабера. Сначала Саймон показался ребенком, который старался подлизаться к своему новому куратору Мессершмиту, но после того, как Бабер сорвал тест, заварив паяльником ящик Мессершмита, он стал нравиться Пим. |            |                                      |                     |                        |
| 29 | 10         | «Time Release Capsule»               | 27 августа 2006     | S02E10                 |
| В школе - подготовка к посылке Капсулы времени, которую в будущем должны найти Ллойд и Барбара. Ллойд решил написать письмо себе в будущее, чтобы не покупать машину времени (чтобы не застрять в 21 веке). Пим обманывает людей, когда просит пожертвовать деньги на лечение крысы. |            |                                      |                     |                        |
| 31 | 11         | «Maybe-Sitting»                      | 23 сентября 2006    | S02E11                 |
| Фил и Кили решили посидеть с племянником мистера Мессершмита, Натаном, но, чтобы усмирить его, Кили применила к нему Нью-Эйджер и состарила его на 80 лет, а потом пытаясь вернуть ему прежний возраст, она попадает в Фила и делает его 5-летним ребенком. Тем временем, Пим продавала в своем гараже вулканы одноклассникам, которые не сделали это задание. Мистер Мессершмит поймал Пим, но она сумела отвязаться от него. Когда сестра Мессершмита вернулась за ребенком, он был усмирен, а Кили вернула ему прежний возраст. Проблема в том, что Фил пообещал, что не применит годоменятель к Натану, но он решил, что если это сделает Килли, то правила он не нарушит. А Пим пообещала, что не использует Визард в своем проекте, но Пим тоже решила "технически не нарушать правила". |            |                                      |                     |                        |
| 40 | 12         | «Ill of the Future»                  | 24 июня 2007        | S02E12                 |
| Вся семья Диффи заболела зеленией - болезнью будущего, при которой кожа становится зеленой, а человек делает то, что противоположно тому, что он делает обычно. Например, Фил, который всегда говорит правду, не может никому не врать, а Пим, постоянно придумывающая шалости и мечтающая о мировом господстве, становится милейшим человеком на Земле. |            |                                      |                     |                        |
| 36 | 13         | «Christmas Break»                    | 2 декабря 2006      | S02E13                 |
| Рождество. Фил вспоминает, как он в первый раз посетил Пикфорд и встретил Кили, а Ллойд рассказывает как он получил их дом. |            |                                      |                     |                        |
| 32 | 14         | «Good Phil Hunting»                  | 30 сентября 2006    | S02E14                 |
| Когда мистер Хэкетт дал трудное задание по математике, Фил один решил его, сказав Кили правильный ответ и то, что он изучал это задание в 3-м классе. Кили случайно сказала вслух ответ, и Хэкетт направил её в профильный математический класс, где она сразу стала звездой и помогла новым одноклассникам стать нормальными подростками. Пим пытается отомстить Кандиде за её шутку со статическим электричеством. |            |                                      |                     |                        |
| 37 | 15         | «Stuck in the Meddle With You»       | 6 января 2007       | S02E15                 |
| Кили хочет свести одноклассников, Грейс и Грэди, но Грейс нравится Фил. Позже, благодаря общему ужину, Грэди и Грейс всё же находят общий язык и идут в планетарий. Хэккет видит, как Пим "угадала", что пойдет дождь, и поэтому Пим притворяется экстрасенсом. Замдиректора верит ей и начинает четко следовать всем её советам. |            |                                      |                     |                        |
| 41 | 16         | «Where's The Wizard?»                | 7 июля 2007         | S02E16                 |
| Фил потерял Визард. Он, Кили и Пим стали искать его и нашли в руках Хэкетта. К счастью, последний не знает как им пользоваться, и Диффи, притворившись инопланетянами, забирают у Хэкетта этот гаджет. |            |                                      |                     |                        |
| 33 | 17         | «Pim-Cipal»                          | 21 октября 2006     | S02E17                 |
| Пим стала "директором на день" в средней школе им. Г. Уэллса Она позорит Хэккета на выборах, а после увольняет вовсе, после того как малыш Дэнни сделал репортаж в котором опорочил репутацию замдиректора. Но, Филу и Килли тоже не нравится новый директор. |            |                                      |                     |                        |
| 35 | 18         | «It's a Wonder-Phil Life»            | 27 ноября 2006      | S02E18                 |
| Фил рассказывает всем о том, что он из будущего, но радости это ему не приносит. Через некоторое время, он становится знаменитым, но теряет дружбу с Кили. |            |                                      |                     |                        |
| 38 | 19         | «Broadcast Blues»                    | 24 марта 2007       | S02E19                 |
| Кили стала вести новое шоу на школьном телевидении, а организатором стала Пим. В шоу велись разговоры о моде, и Кили представляла наряды, вышедшие из моды, а после шоу Пим продавала их огромной аудитории Кили. Вскоре, Кили надоела такая звездность, и она поняла, что, все-таки, должна быть репортером новостей. |            |                                      |                     |                        |
| 34 | 20         | «Phil of the Garage»                 | 11 ноября 2006      | S02E20                 |
| Филу надоело, что его комнату используют как общую, и решил переехать в гараж и начать независимую жизнь, но очень скоро понял, что не может жить без семьи, и с помощью Пим вернулся жить к родителям, правда, с новыми независимыми правами. |            |                                      |                     |                        |
| 20 | 21         | «Not-So-Great Great Great Grandpa»   | 11 августа 2007     | S02E21                 |
| В школе Фил познакомился с хулиганом, который оказался его прапрадедушкой. Чтобы не изменить ход истории (при изменении Пим, Фил и Барбара могли исчезнуть), Фил стал помогать родственнику. Кроме того, этот эпизод является пародией на фильм Крестный отец с Пим Диффи в главной роли. |            |                                      |                     |                        |
| 43 | 22         | «Back to the Future (Not the Movie)» | 19 августа 2007     | S02E22                 |
| Фил и Кили стали парой, но Пим помогла отцу починить машину времени, и Ллойд решил, что, наконец, можно отправляться домой. Фил попрощался с Кили, и на следующее утро в 8:30 Дифи улетели. Кили захотела, все-таки, увидеть их отправление, но опоздала... Однако, Фил подумал, и попросил отца вернуться. Когда машина времени вернулась в Пикфорд, Фил побежал в школу, в телестудию, сказал Кили: "Я не улечу, пока не попрощаюсь с тобой по-настоящему" и поцеловал её. Кили попросила Фила ждать её. Фил ушел, и машина времени все-таки улетела. Но Дифи вспомнили, что забыли дома Кертиса, и полетели обратно. Тем временем, Кертис был дома и ел еду из холодильника. Когда он понял, что никого нет дома, и он один в этом времени, Кертис запаниковал...                           |            |                                      |                     |                        |